# Beeren (Maierhöfen)
Beeren (westallgäuerisch: Berə, uf Berə num) ist ein Gemeindeteil der Gemeinde Maierhöfen im bayerisch-schwäbischen Landkreis Lindau (Bodensee).

## Geographie
Der Weiler liegt circa zwei Kilometer nördlich des Hauptorts Maierhöfen und zählt zur Region Westallgäu.

## Ortsname
Die Ortsnamensdeutung ist aufgrund spärlicher Belege schwer. Als möglich gelten der Personenname Bero, der Familien(bei)namen Bär oder der Familienname Beer. Zudem könnten die mittelhochdeutschen Wörter ber für Beere und bēr für Eber in Betracht gezogen werden. Die Tierbezeichnung Bär hingegen kann ausgeschlossen werden.

## Geschichte
Beeren wurde erstmals im Jahr 1524 als Bären urkundlich erwähnt. 1818 wurden zwei Wohngebäude im Ort gezählt.
Der Ort gehörte einst zum Gericht Grünenbach in der Herrschaft Bregenz. Später dann bis zum 1. Januar 1935 gehörte die Ortschaft der Gemeinde Gestratz an.